# Monomorium spatulicorne
Monomorium spatulicorne är en myrart som beskrevs av Kuznetsov-ugamsky 1926. Monomorium spatulicorne ingår i släktet Monomorium och familjen myror. Inga underarter finns listade i Catalogue of Life.